# 2011年2月7日天津市银行劫案
2011年2月7日天津市银行劫案是2011年2月7日发生在中国天津市的一起抢劫银行案件。此案件视频被传上网络后，因歹徒花费3分钟时间用工具砸烂防弹玻璃，被网友戏称“史上最胆大的银行劫匪”。

## 经过
根据网络流传的监控视频，2011年2月7日，天津市宝坻邮政储蓄银行内有两名女性职员正在办公，一名男子进入银行后戴上黑色面罩，拿出类似铁锤的东西猛烈敲打银行的玻璃窗。银行职员见状立即报警并携带营业点内的主要资金跑到后面的办公室（有保险门）。由于银行玻璃窗是用防弹玻璃制作，男子花费约3分钟方将玻璃砸烂，爬进柜台抢走一笔款项。正当他打算从自己砸开的玻璃窗口逃脱时警察赶到，匪徒被迫逃进银行后面的职员休息室内。视频并未显示匪徒是否被捕，但据一些论坛的消息指匪徒最终被捕。